# Jairon Zamora
Jairon Zamora (Guayaquil, 5 de fevereiro de 1978) é um ex-futebolista equatoriano que atuava como meia.

## Carreira
Jairon Zamora integrou a Seleção Equatoriana de Futebol na Copa América de 1999.